# Петар Кунић (фудбалер)
Петар Кунић (Дрвар, 15. јул 1993) босанскохерцеговачки је фудбалер.

## Трофеји, награде и признања
Борац Бања Лука
- Премијер лига Босне и Херцеговине : 2010/11.[9]

- Куп Босне и Херцеговине : 2009/10.[10]